# Андреев, Павел Андреевич
Па́вел Андре́евич Андре́ев (1 января 1944, Кюмель-Ямаши) — советский легкоатлет, бегун на длинные дистанции. Выступал на всесоюзном уровне в конце 1960-х — начале 1970-х годов, участник летних Олимпийских игр в Мюнхене, бронзовый и дважды серебряный призёр чемпионатов СССР, победитель и призёр многих стартов республиканского и всероссийского уровня. На соревнованиях представлял спортивное общество «Трудовые резервы», мастер спорта международного класса.

## Биография
Павел Андреев родился 1 января 1944 года в деревне Кюмель-Ямаши Вурнарского района Чувашской АССР. Активно заниматься бегом на длинные дистанции начал в городе Краснотурьинске Свердловской области, проходил подготовку в легкоатлетической секции Краснотурьинского городского профессионально-технического училища № 11 под руководством тренера Алексея Григорьевича Шуваева, преподавателя физического воспитания в этом учебном заведении. 
Будучи студентом, уже выступал на различных соревнованиях, получил второй спортивный разряд. Впоследствии был призван в ряды Вооружённых сил СССР, проходил срочную службу во Львове Украинской ССР. В 1966 году выполнил норматив мастера спорта СССР.
Первого серьёзного успеха на всесоюзном уровне добился в сезоне 1971 года, когда побывал на Спартакиаде народов СССР в Москве (здесь также разыгрывалось всесоюзное первенство) и завоевал бронзовую медаль в беге на 10 000 метров. Год спустя на чемпионате СССР в Новгороде стал в той же дисциплине серебряным призёром и благодаря череде удачных выступлений удостоился права защищать честь страны на летних Олимпийских играх в Мюнхене — на предварительном этапе квалифицировался с третьего места, тогда как в решающем забеге финишировал одиннадцатым.
Последний раз показал сколько-нибудь значимый результат на всесоюзном уровне в сезоне 1973 года, когда на чемпионате СССР в Москве на десяти километрах вновь получил награду серебряного достоинства, уступив на финише только Николаю Свиридову. Показанное им время 27:59,8 до сих пор считается рекордом Украины в беге на 10 000 метров. 
За выдающиеся спортивные достижения удостоен почётного звания «Мастер спорта СССР международного класса». После завершения карьеры спортсмена в 1975 году окончил Львовский государственный институт физической культуры. В течение многих лет оставался в лёгкой атлетике в качестве тренера, занимался подготовкой спортсменов в нескольких армейских легкоатлетических клубах. На пенсию вышел в звании старшего лейтенанта.